# 마흐사 아미니 사망 사건

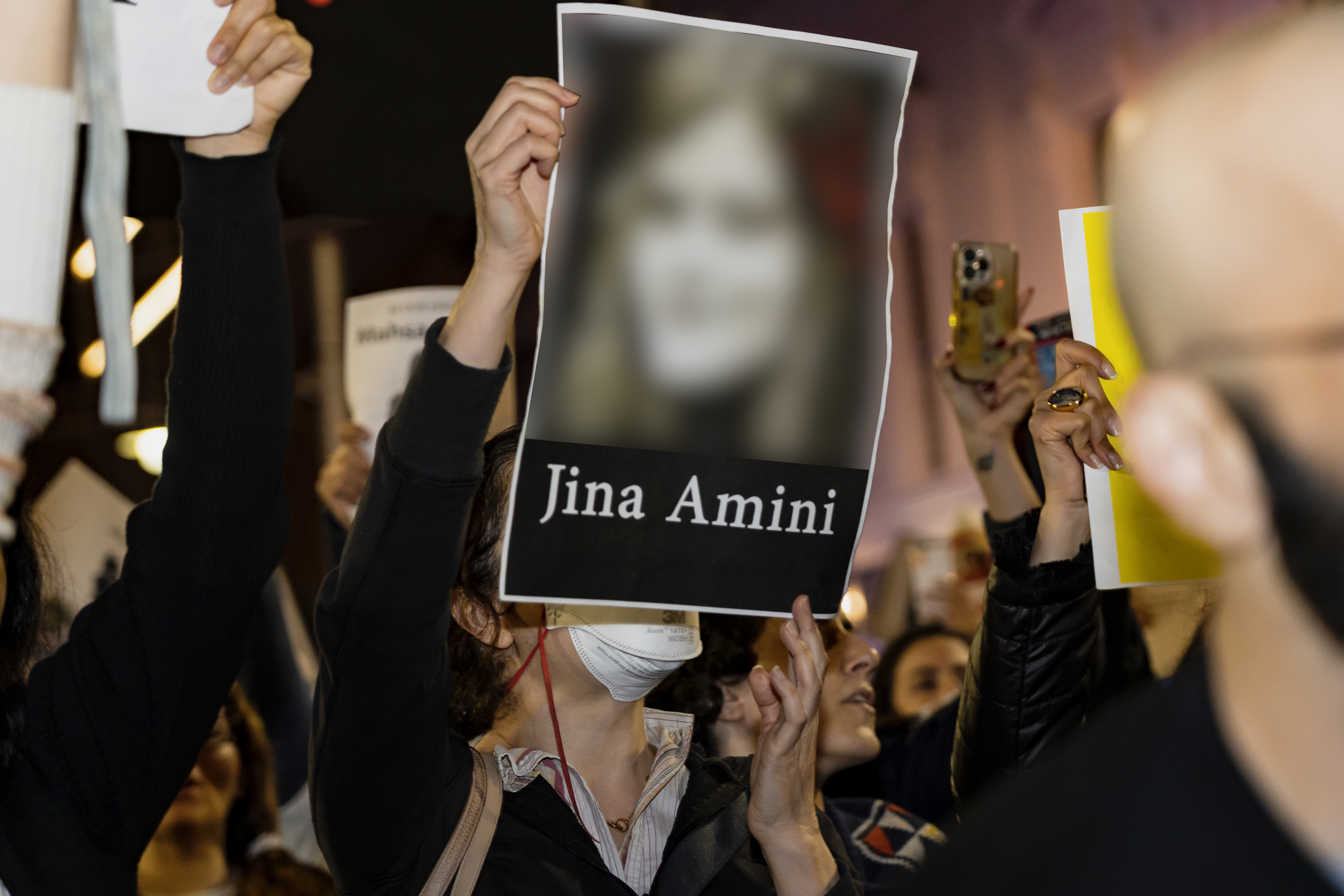

마흐사 아미니 사망 사건은 마흐사 아미니(Mahsa Amini, 2000년 7월 22일 ~ 2022년 9월 16일)라는 이란 여성이 히잡을 올바르게 착용하지 않아 경찰에 체포된 후 사망한 사건이다. 이 과정에서 경찰의 잔혹 행위로 인해 사망한 것이 아니냐는 의혹이 제기되었다.
히잡 규제를 감독하는 이란의 도덕 경찰 지도 순찰대은 아미니가 히잡 정부 표준을 준수하지 않아 체포했다. 경찰은 아미니가 갑자기 심부전증을 앓다가 바닥에 쓰러져 이틀 만에 혼수상태로 숨졌다고 전했다. 목격자들에 따르면 아미니는 구타를 당하고, 머리를 경찰차 옆구리에 부딪혀 뇌출혈과 뇌졸중으로 진단받게 되었다고 말했다.
전 세계의 많은 사람들이 아미니의 죽음에 관심을 쏟았다. 이는 이란에서 여성에 대한 폭력의 상징이 되었고 전국적인 시위를 발생시켰다.
이란 정부는 시위에 대응하여 인스타그램과 왓츠앱을 포함한 많은 앱에 대한 접근을 차단했고 시위대의 조직 능력을 줄이기 위해 많은 인터넷 접근을 제한했다. 이는 인터넷이 완전히 차단된 2019년 이후 이란에서 가장 심한 인터넷 차단이다.